# Wiggiswil
Wiggiswil [ˌʋɪkisˈʋiːl] ist eine politische Gemeinde im Verwaltungskreis Bern-Mittelland des Kantons Bern in der Schweiz.

## Geographie
Wiggiswil liegt auf 554 m ü. M., 9 km nördlich der Kantonshauptstadt Bern (Luftlinie). Das kleine Bauerndorf erstreckt sich an aussichtsreicher Lage an der Südkante des Rapperswiler Plateaus, rund 30 m über der Senke des Moosseetals, im Schweizer Mittelland.
Die Fläche des 1,44 km² grossen Gemeindegebiets umfasst einen Abschnitt des zentralen Berner Mittellandes. Im Süden hat der Gemeindebann Anteil an der Niederung des Moosseetals mit der Moospinte und dem Urtenenkanal. Der unter Naturschutz stehende Kleine Moossee liegt ganz auf dem Gemeindegebiet. Nördlich dieser Talebene erstreckt sich der Gemeindeboden über einen rund 40 m hohen Steilhang auf das offene Hochplateau von Wiggiswil, das zum südöstlichen Teil des Rapperswiler Plateaus gehört. Die höchsten Erhebungen von Wiggiswil werden auf dem Aspli (581 m ü. M.) und auf der Waldhöhe des Rädisriedes (584 m ü. M.) erreicht; die östliche Abgrenzung verläuft entlang dem Wideholz. Von der Gemeindefläche entfielen 1997 11 % auf Siedlungen, 12 % auf Wald und Gehölze, 75 % auf Landwirtschaft, und etwas mehr als 2 % war unproduktives Land.
Nachbargemeinden von Wiggiswil sind Jegenstorf, Urtenen-Schönbühl, Moosseedorf, Münchenbuchsee und Deisswil bei Münchenbuchsee.

## Bevölkerung
Mit 101 Einwohnern (Stand 31. Dezember 2023) gehört Wiggiswil zu den kleinsten Gemeinden des Kantons Bern. Von den Bewohnern sind 91,8 % deutschsprachig, 3,1 % portugiesischsprachig, und 2,1 % sprechen Polnisch (Stand 2000). Die Bevölkerungszahl von Wiggiswil belief sich 1850 auf 117 Einwohner, 1900 auf 139 Einwohner. Im Verlauf des 20. Jahrhunderts pendelte die Bevölkerungszahl stets im Bereich zwischen 100 und 130 Personen, wobei besonders in den letzten Jahrzehnten eine leicht abnehmende Tendenz festgestellt wurde.

## Politik
Wiggiswil führt Abstimmungen und Wahlen gemeinsam mit Deisswil bei Münchenbuchsee durch, die folgenden Zahlen enthalten deshalb die Stimmen beider Gemeinden.
Bei den Nationalratswahlen 2023 betrugen die Wähleranteile in Wiggiswil/Deisswil bei Münchenbuchsee (in Klammern die Veränderung im Vergleich zu den Wahlen 2019 in Prozentpunkten): SVP 57,19 % (+5,65), Mitte 10,32 % (+0,14), Grüne 8,72 % (+0,27), SP 5,58 % (−0,61), EVP 4,97 % (+0,94), glp 4,43 % (−3,19), FDP 3,98 % (−3,78), EDU 0,38 % (−0,53), Weitere 4,82 % (+1,10).

## Wirtschaft
Wiggiswil war bis in die zweite Hälfte des 20. Jahrhunderts ein vorwiegend durch die Landwirtschaft geprägtes Dorf. Noch heute haben der Ackerbau, der Obstbau sowie die Milchwirtschaft einen wichtigen Stellenwert in der Erwerbsstruktur der Bevölkerung. Einige weitere Arbeitsplätze sind im lokalen Kleingewerbe und im Dienstleistungssektor vorhanden. Einige Erwerbstätige sind Wegpendler, die hauptsächlich in Münchenbuchsee und in der Agglomeration Bern arbeiten.

## Verkehr
Die Gemeinde ist von der Hauptstrasse, welche Schönbühl mit Schüpfen verbindet, leicht erreichbar. Der nächste Anschluss an die Autobahn A6 (Bern–Biel), welche das Gemeindegebiet durchquert, befindet sich rund 4 km vom Ortskern entfernt. Wiggiswil besitzt keine Anbindung an das Netz des öffentlichen Verkehrs.

## Geschichte
Die erste urkundliche Erwähnung des Ortes erfolgte 1219 unter dem Namen Wigerswile. Später erschienen die Bezeichnungen Wikeswile (1264), Wigeswile (1268), Wicheswile (1278) und Wiggiswile (1318). Der Ortsname geht wahrscheinlich auf den althochdeutschen Personennamen Widger zurück und bedeutet demnach beim Gehöft des Widger.
Seit dem Mittelalter unterstand Wiggiswil der Oberhoheit der Grafen von Kyburg. Im 13. Jahrhundert gelangte die Grundherrschaft an die Johanniterkomturei in Münchenbuchsee. Seit 1406 oblag die Oberhoheit über das Gebiet bei Bern. Nachdem die Komturei 1528 säkularisiert worden war, wurde Wiggiswil der Landvogtei Münchenbuchsee im Landgericht Zollikofen zugeteilt.
Nach dem Zusammenbruch des Ancien Régime (1798) gehörte das Dorf während der Helvetik zum Distrikt Zollikofen und ab 1803 zum Oberamt Fraubrunnen, das mit der neuen Kantonsverfassung von 1831 den Status eines Amtsbezirks erhielt. Die bereits seit 1802 eine gemeinsame Schulgemeinde bildenden Dörfer Wiggiswil und Deisswil bei Münchenbuchsee wurden 1832 auch auf politischer Ebene vereinigt. 1847 folgte jedoch wieder eine Trennung. Die kantonalen Behörden sahen für 1915 wieder eine Fusion vor, die jedoch am Widerstand der beiden Gemeinden scheiterte. Durch die Entwässerung und Melioration des Moosseetals von 1917 bis 1920 sowie von 1971 bis 1984 wurde wertvolles Kulturland gewonnen. Heute besitzen Wiggiswil und Deisswil bei Münchenbuchsee eine gemeinsame Gemeindeverwaltung und arbeiten eng mit dem grossen Nachbarort Münchenbuchsee zusammen.

## Sehenswürdigkeiten
Mit seinen zahlreichen charakteristischen Bauernhäusern aus dem 17. bis 19. Jahrhundert des bernischen Landstils weist Wiggiswil ein schützenswertes Ortsbild von nationaler Bedeutung auf. Das Dorf besitzt keine eigene Kirche, es gehört zur Pfarrei Münchenbuchsee.